# Mediální manipulace
Mediální manipulace je vědomě vytvářené mediální zkreslení s cílem prosadit v masových sdělovacích prostředcích něčí agendu a manipulovat názory veřejnosti. Zahrnuje řadu souvisejících technik, kterými stoupenci vytvářejí obraz nebo argument upřednostňující jejich partikulární zájmy.
Taková taktika zahrnuje i použití argumentačních klamů a propagandistických technik.

## Aktivismus
Aktivismus má tendenci být tvořen jednotlivci. Skládá se ze snahy nařídit, bránit, nebo se snaží o přímé sociální změny. Může mít celou řadu podob a to od psaní dopisů či novin, politických kampaní, ekonomického aktivismu jako jsou bojkoty nebo pouliční pochody ale také stávky nebo hladovky.

## Reklama
Komerční reklama je tvořena společnostmi na podporu svých výrobků nebo služeb. Nekomerční společnosti, které platí reklamu na jiné položky než zboží zahrnují politické strany, zájmové skupiny, náboženské organizace a vládní agentury.
Nejčastěji požadovaný výsledek je řídit chování spotřebitelů ve vztahu k obchodním nabídkám. Reklamní zprávy jsou obvykle hrazeny sponzory a pomocí tradičních médií, včetně hromadných sdělovacích prostředků jako jsou noviny, časopis, televizní reklamy, rozhlasové reklamy, nová média, blogy, webové stránky apod.

## Propaganda
Propaganda je forma komunikace, která má za cíl ovlivnit postoj společenství. Během jednoho dne se setkáváme s několika informacemi, proto přestáváme rozlišovat kdy se jedná o pouhé podání informace a kdy jde o cíl ovlivnit myšlení o daném tématu, propagovat určitou myšlenku apod. Propaganda se snaží prosadit svůj názor bez ohledu a názorů druhých.

## Psychologická válka
Psychologická válka je v některých případech synonymní s propagandou. Hlavní rozdíl je, že k propagandě běžně dochází v rámci národa (státu), zatímco psychologická válka obvykle probíhá mezi národy (státy) a to například během války. Cílovou skupinou může být vláda, organizace, skupiny ale i jednotlivci.

## Cenzura
Z lat. censor = odhadce, posuzovatel v oblasti médií a sdělovacích prostředků, je to nástroj který kontroluje a určuje informace určené k veřejnému šíření.